# Vărășeni
Vărășeni – wieś w Rumunii, w okręgu Bihor, w gminie Răbăgani. W 2011 roku liczyła 394 mieszkańców.